# شين يي مينغ
شين يي مينغ (بالصينية: 沈一鳴) (1957 - 2020)، هو رئيس أركان الجيش التايواني.

## الوفاة
توفي يوم 2 يناير 2020 في حادث طائرة هليكوبتر حوالي الساعة 08:00، صباحا بعد عشر دقائق من إقلاعها. كانت المروحية تحمل ثلاثة من أفراد الطاقم وتسعة ضباط - بمن فيهم شين - ومراسل من وكالة الأنباء العسكرية. كما توفي سبعة آخرون ممن كانوا على متن المروحية في الحادث، بينما أصيب خمسة آخرون.